# Полодян, Алексей Альбертович
Алексей Альбертович Полодян (30 июля 1998, Санкт-Петербург) — российский хоккеист, нападающий.
Воспитанник петербургского клуба «Серебряные Львы». С сезона 2014/15 вместе с клубом вошёл в систему СКА. Единственный матч в КХЛ в составе СКА провёл 27 февраля 2018 года в гостях против «Йокерита» (3:5) — в игре не принимали участие хоккеисты, выигравшие два дня назад олимпийский турнир в Пхёнчхане. 4 июня 2021 года был обменян из «СКА-Невы» в другой клуб ВХЛ «Динамо» СПб, но вскоре переехал во Францию, где играл за клубы «Англет» (2021—2023) и «Бордо» (с 2023).
Участник молодёжного чемпионата мира 2018.